# Jack Daniel

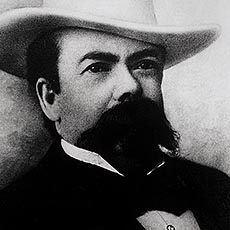
Jack Daniel

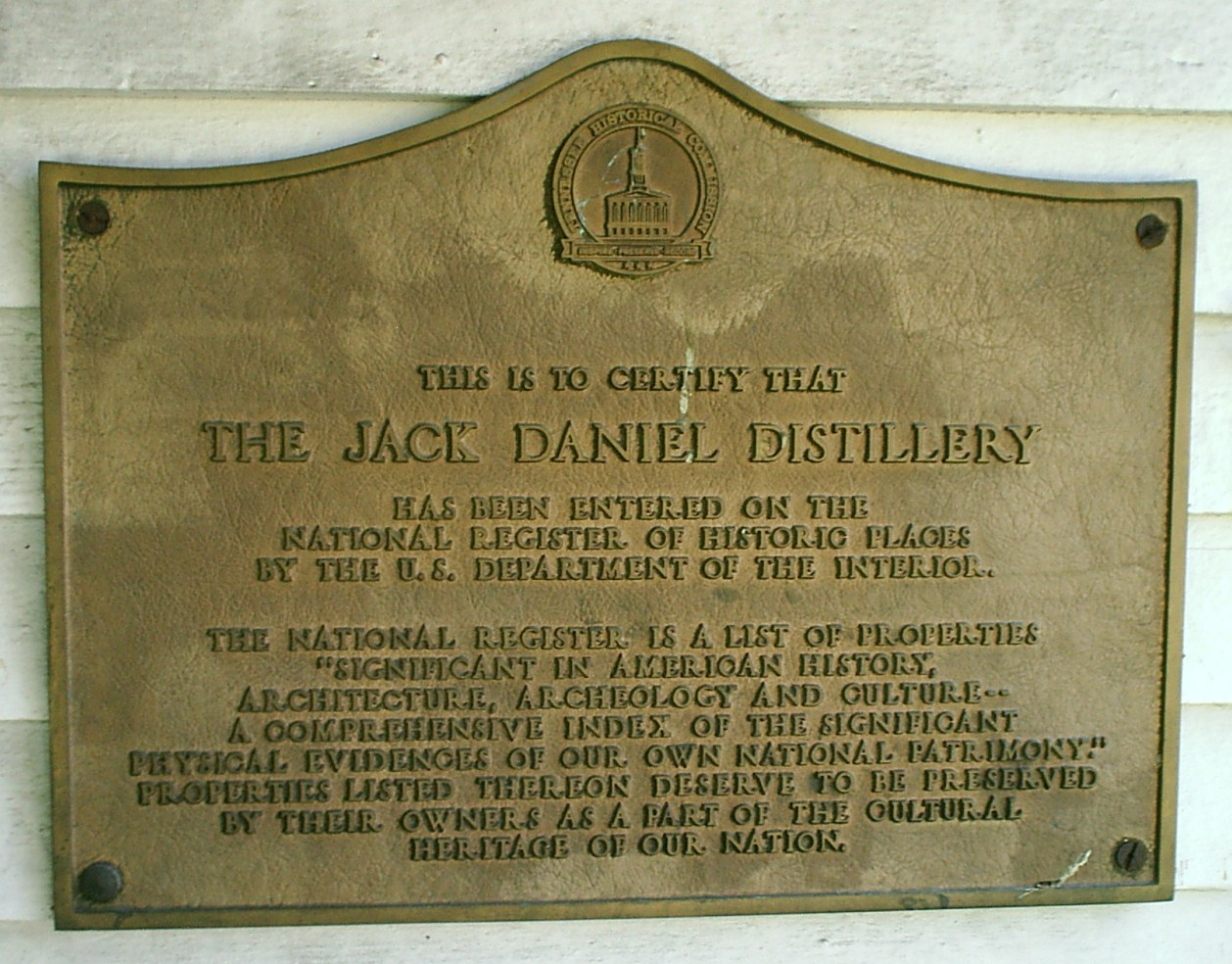
Gedenktafel

Jasper Newton „Jack“ Daniel (* 5. September 1846 in Lynchburg, Tennessee; † 10. Oktober 1911 ebenda) war ein US-amerikanischer Unternehmer und Gründer der Brennerei Jack Daniel’s Tennessee Whiskey (Jack Daniel Distillery).

## Leben

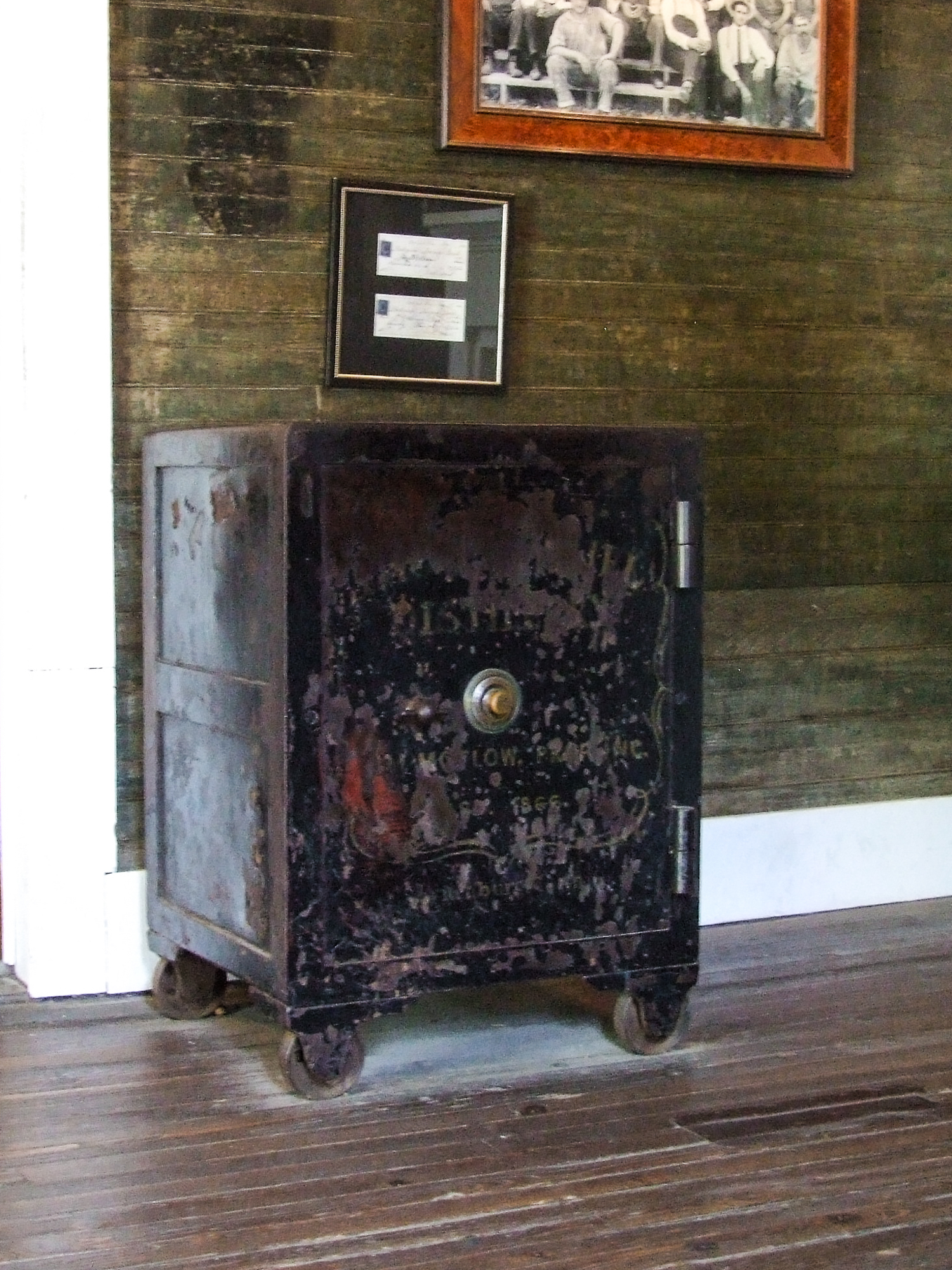
Jack Daniels Safe

Jack Daniel wurde vermutlich 1846 als zehntes Kind von Calaway und Lucinda Daniel in Lynchburg geboren. Sein genaues Geburtsdatum ist umstritten; die Angaben variieren von 1846 über 1848 bis zu 1850. Auf Daniels Grabstein ist das Jahr 1850 als Geburtsjahr angegeben, aber da seine Mutter bereits 1847 starb, ist das Geburtsdatum 1846 am wahrscheinlichsten. Das Unternehmen Jack Daniel's produzierte unter Berufung auf 1850 als Daniels Geburtsjahr im Jahr 2000 anlässlich seines 150. Geburtstags eine Sonderedition des Whiskeys.
Nach dem frühen Tod seiner Mutter wurde er von Dan Call aufgezogen, der ihm auch die Whiskey-Herstellung beibrachte. Im September 1863 verkaufte Call die Destillerie an Daniel. 1866 wurde die Firma Jack Daniel’s als erste Destillerie in das Handelsregister der USA aufgenommen. Da Daniel niemals heiratete und auch keine Kinder hinterließ, übergab er das Geschäft 1907 an seinen Neffen Lem Motlow.
Daniel starb am 10. Oktober 1911 an einer Blutvergiftung, die er sich vermutlich durch eine Infektion seines verletzten Fußes zugezogen hatte. Der Legende nach ging Daniel eines Morgens zur Arbeit und konnte sich nicht an die Zahlenkombination seines Safes erinnern. Aus Wut trat er gegen den Safe und verletzte sich dabei einen Zeh.
Seine letzten Worte sollen „One last drink, please“ („Einen letzten Drink, bitte“) gewesen sein.